# Le Baiser de la Lune
Pour plus de détails, voir Fiche technique et Distribution.
Le Baiser de la Lune est un court métrage d'animation français écrit et réalisé en 2010 par Sébastien Watel. Il a pour but d'expliquer les relations homosexuelles aux enfants à travers l'histoire de deux poissons mâles amoureux l'un de l'autre.
Le film devait être diffusé dans les classes de CM1 et CM2 dans le cadre de la prévention contre les discriminations mais le projet a été abandonné par le ministre de l'Éducation nationale, Luc Chatel, face à la vive indignation d'une partie de la classe politique, d'associations opposées à l'homoparentalité et de la presse. Le film sera finalement mis à la disposition des enseignants et éducateurs en avril 2012.

## Synopsis
Deux poissons mâles, Félix et Léon, tombent amoureux l'un de l'autre et décident de braver les préjugés d'Agathe, une vieille chatte qui rêve de princes et princesses.

## Fiche technique
- Titre original : Le Baiser de la Lune
- Réalisateur : Sébastien Watel
- Scénaristes : Sébastien Watel et Héloïse Capoccia
- Images : Fabien Drouet
- Technique : Sable et pastel animé
- Animateurs : Gilles Coirier, Goulwen Merret et David Thomasse[réf. nécessaire]
- Décors : Fabienne Collet et Maude Gallon
- Musique : Laurent Dhoosche
- Mixage : Bruno Henrieux (Studio Nixie)
- Pays de production :  France

## Visée pédagogique et réactions
Par ce film, le réalisateur Sébastien Watel cherche à faire accepter à un public d'enfants une histoire d'amour entre deux personnages du même sexe afin de les sensibiliser à la différence, à l'homophobie et la lutte contre les discriminations. Le DVD est accompagné d'un livret destiné aux enseignants et aux intervenants en milieu scolaire avec des exercices visant à faire réfléchir les enfants autour du thème de l'homosexualité et du regard de la société.

### Polémique
Le projet de diffuser ce film dans les écoles primaires a suscité une vive polémique.
L'association Le Collectif pour l'Enfant fondé par Béatrice Bourges, qui milite contre l'homoparentalité, dénonce une « propagande en faveur de l’homosexualité au sein de l’école » et craint un « conditionnement » des enfants ainsi qu'une « promotion de l'homosexualité » dans une école privant les parents de leur rôle d'éducateurs. L'association dénonce également l'implication d'organismes publics dans le financement du film.
Christine Boutin, présidente du parti chrétien-démocrate, a rédigé une lettre ouverte à Luc Chatel (ministre de l'Éducation nationale) dans laquelle elle demande l'interdiction de la diffusion du film dans les écoles « au nom du respect de la neutralité de l'Éducation nationale dans les écoles ». Elle reproche également au court-métrage d'être un « film idéologique » qui « prive les enfants des repères les plus fondamentaux que sont la différence des sexes et la dimension structurante pour chacun de l’altérité ».
La presse chrétienne a pris part au débat. La revue Les 4 Vérités Hebdo s'est attaquée au film qu'elle qualifie d' « incitation à l'homosexualité », et a publié sur son site une pétition visant à interdire la diffusion du film dans les écoles.

### Soutien
Face aux nombreuses attaques pré-citées, le film a reçu plusieurs soutiens.
Des associations LGBT comme l'Inter-LGBT ou SOS Homophobie ont pris position en faveur du film et de sa diffusion auprès des élèves, rappelant que l'école a le devoir d'apprendre la tolérance et le respect et de lutter contre les discriminations.
Du côté de la presse, Libération a dénoncé le parti-pris de Luc Chatel qui a interdit la diffusion du film dans les classes, malgré un rapport de l’Inspection générale des affaires sociales (IGAS) paru deux jours plus tôt sur l'importance de l'éducation sexuelle à l'école. Le magazine Têtu soutient le projet et suit de très près le débat, critiquant les détracteurs du film.
Quelques organismes publics soutiennent le film : le CNC, le conseil régional de Bretagne, le conseil général des Côtes-d'Armor, le conseil général du Finistère et la ville de Rennes. Le Haut Commissariat à la jeunesse avait également versé 3 000 euros pour la réalisation de ce court-métrage.

## Diffusion du court-métrage
En mai 2010, Le Baiser de la Lune reçoit le prix Pierre-Guénin, qui récompense des actions de lutte contre l'homophobie.
Achevé en octobre 2010, le film a été projeté en novembre 2010 à l'hôtel de ville de Paris par la Mairie de Paris et la Ligue de l’enseignement, puis à Rennes début décembre 2010. Il a également été diffusé en décembre 2010 et janvier 2011 par les chaînes Pink TV et TV Rennes 35. Il est destiné à être diffusé par les Maisons des jeunes et de la culture et par la Ligue de l'enseignement. Le 17 mars 2011, le court-métrage a été projeté en Ardèche devant quatre classes d'élèves de primaire.